# Gigantothea
Gigantothea là một chi bướm đêm thuộc họ Geometridae.